# 和白駅
和白駅（わじろえき）は、福岡県福岡市東区和白三丁目にある、九州旅客鉄道（JR九州）・西日本鉄道（西鉄）の駅である。

## 利用可能な鉄道路線
- 九州旅客鉄道（JR九州）
  - 香椎線
- 西日本鉄道（西鉄）
  - 貝塚線

## 歴史

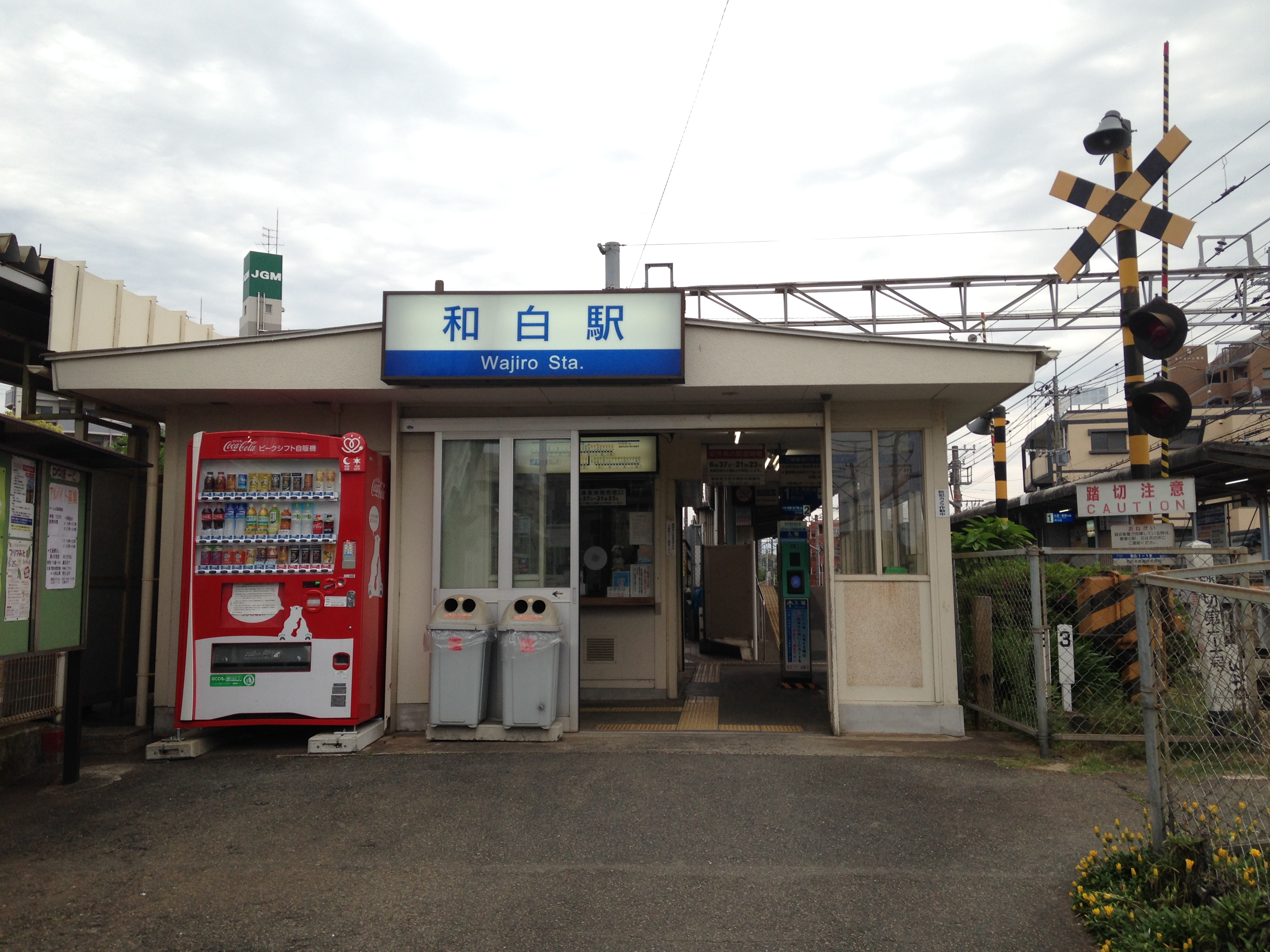
旧西鉄駅舎（2014年5月、現存せず）

- 1905年（明治38年）1月24日：博多湾鉄道（1920年博多湾鉄道汽船に改称）の簡易停留場として開設[1]。
- 1924年（大正13年）5月23日：博多湾鉄道汽船（貝塚線）新博多 - 和白間開業。
- 1925年（大正14年）7月1日：博多湾鉄道汽船（貝塚線）和白 - 宮地岳間開業。
- 1942年（昭和17年）9月19日：博多湾鉄道汽船をはじめとする5社合同合併により西日本鉄道糟屋線所属駅となる。
- 1944年（昭和19年）5月1日：西戸崎 - 宇美間の戦時買収により運輸通信省（後の日本国有鉄道）と西日本鉄道の共同使用駅となる。駅に昇格（このとき貨物扱開始?）[2]。
- 1961年（昭和36年）12月21日：貨物取扱廃止[2]。
- 1966年（昭和41年）10月26日：国鉄と西鉄が平面交差していたのを、約9か月に渡る工事で立体交差に改築、この日供用開始し、国鉄と西鉄の駅施設が分離される[3]。
- 1974年（昭和49年）3月5日：荷物扱い廃止[4]。駅員無配置駅となる[5]。
- 1987年（昭和62年）4月1日：国鉄分割民営化により香椎線の駅を九州旅客鉄道が継承[2]。
- 1988年（昭和63年）
  - 7月21日：九州旅客鉄道の駅に委託駅員を配置[6]。
  - 8月：九州旅客鉄道の駅に交換設備が完成[7]。
- 2000年（平成12年）5月31日：自動改札機を設置し、供用開始[8]。
- 2009年（平成21年）3月1日：九州旅客鉄道和白駅においてICカードSUGOCAの利用を開始[9]。
- 2010年（平成22年）3月13日：西日本鉄道和白駅においてICカードnimocaの利用を開始。
- 2015年（平成27年）3月14日：九州旅客鉄道の駅に駅遠隔案内システム（Smart Support Station）「ANSWER」の導入に伴い無人化[10]。
- 2017年（平成29年）2月1日：西日本鉄道和白駅において駅ナンバリングを導入[11]。
- 2017年（平成29年）1月〜3月：西日本鉄道和白駅改修工事[12]
- 2018年（平成30年）9月28日：九州旅客鉄道和白駅において駅ナンバリングを導入[13]。
- 2024年（令和6年）10月1日：西日本鉄道の駅で駅集中管理システム試験運用開始[14]。
- 2025年（令和7年）4月1日：西日本鉄道の駅で駅集中管理システムの本格的な運用を開始（予定）[15]。

## 駅構造
香椎線の西戸崎方面ホームに簡易IC改札機があり、双方の乗換は容易である。1966年（昭和41年）までは国鉄和白駅西方（奈多・三苫方）で西鉄宮地岳線（現・貝塚線）と平面交差していた。

### JR九州
相対式ホーム2面2線を有する地上駅。互いのホームは跨線橋で連絡している。駅番号はJD05。
ANSWERシステムによって遠隔案内を行う無人駅で、SUGOCAの利用が可能であり、チャージと無記名SUGOCAの発売も行っている。
自動改札機が導入されているが、無人化と同時に磁気券投入口が塞がれたためICカード専用である。

#### のりば
| のりば | 路線   | 方向 | 行先           |
| ------ | ------ | ---- | -------------- |
| 1      | 香椎線 | 下り | 香椎・宇美方面 |
| 2      | 香椎線 | 上り | 西戸崎方面     |

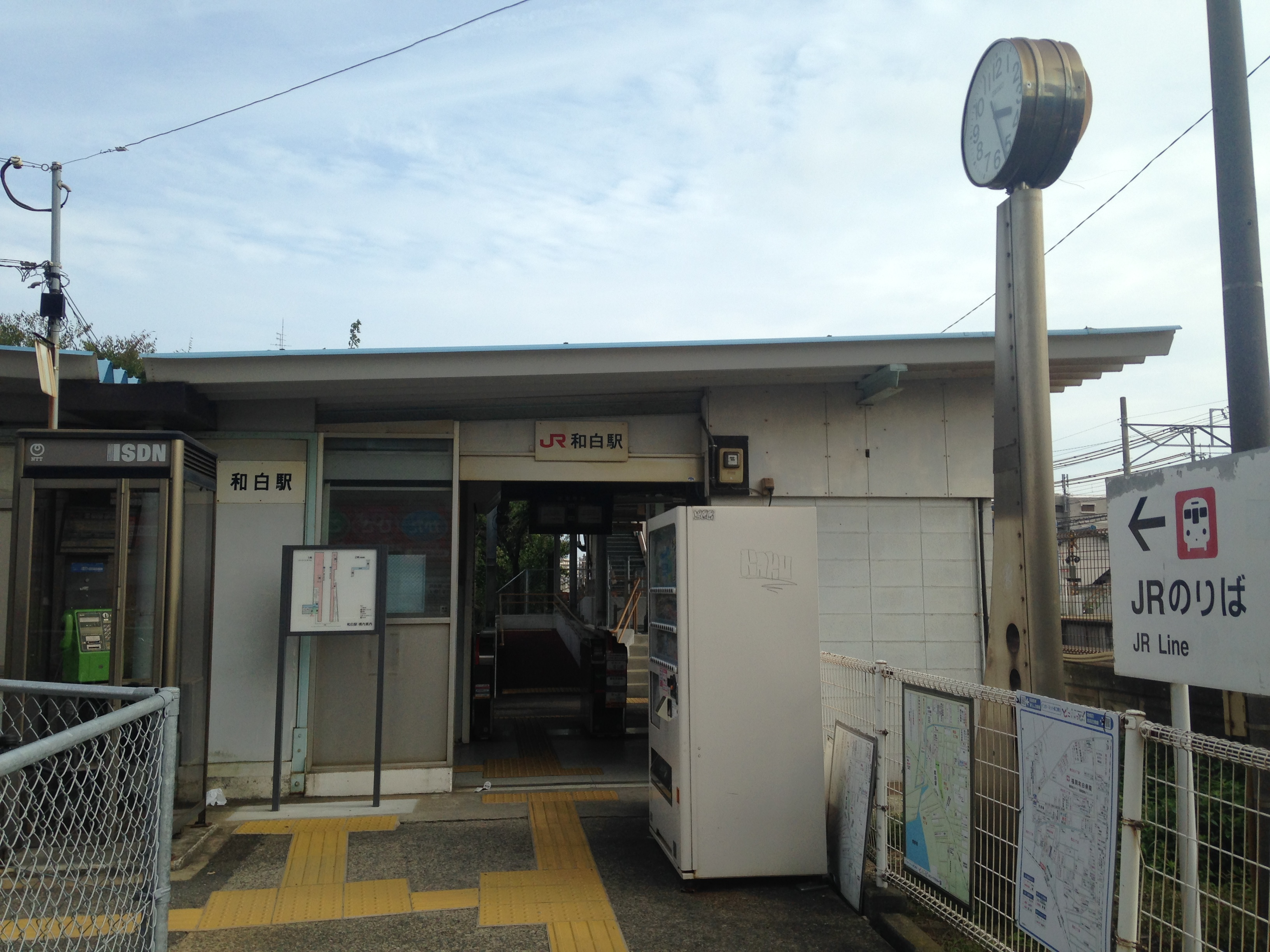
JR駅舎（2016年9月）

### 西日本鉄道
相対式ホーム2面2線を有する地上駅。駅舎は貝塚線とJR側の2番ホームに挟まれる所にある。駅番号はNK08。
自動券売機は導入されているが、自動改札機は無い。nimocaは簡易改札機による対応。西鉄ステーションサービスが駅務を管理し、福岡管理駅傘下である。

#### のりば
| 乗り場 | 路線    | 方向 | 行先     |
| ------ | ------- | ---- | -------- |
| 1      | ■貝塚線 | 下り | 新宮方面 |
| 2      | ■貝塚線 | 上り | 貝塚方面 |

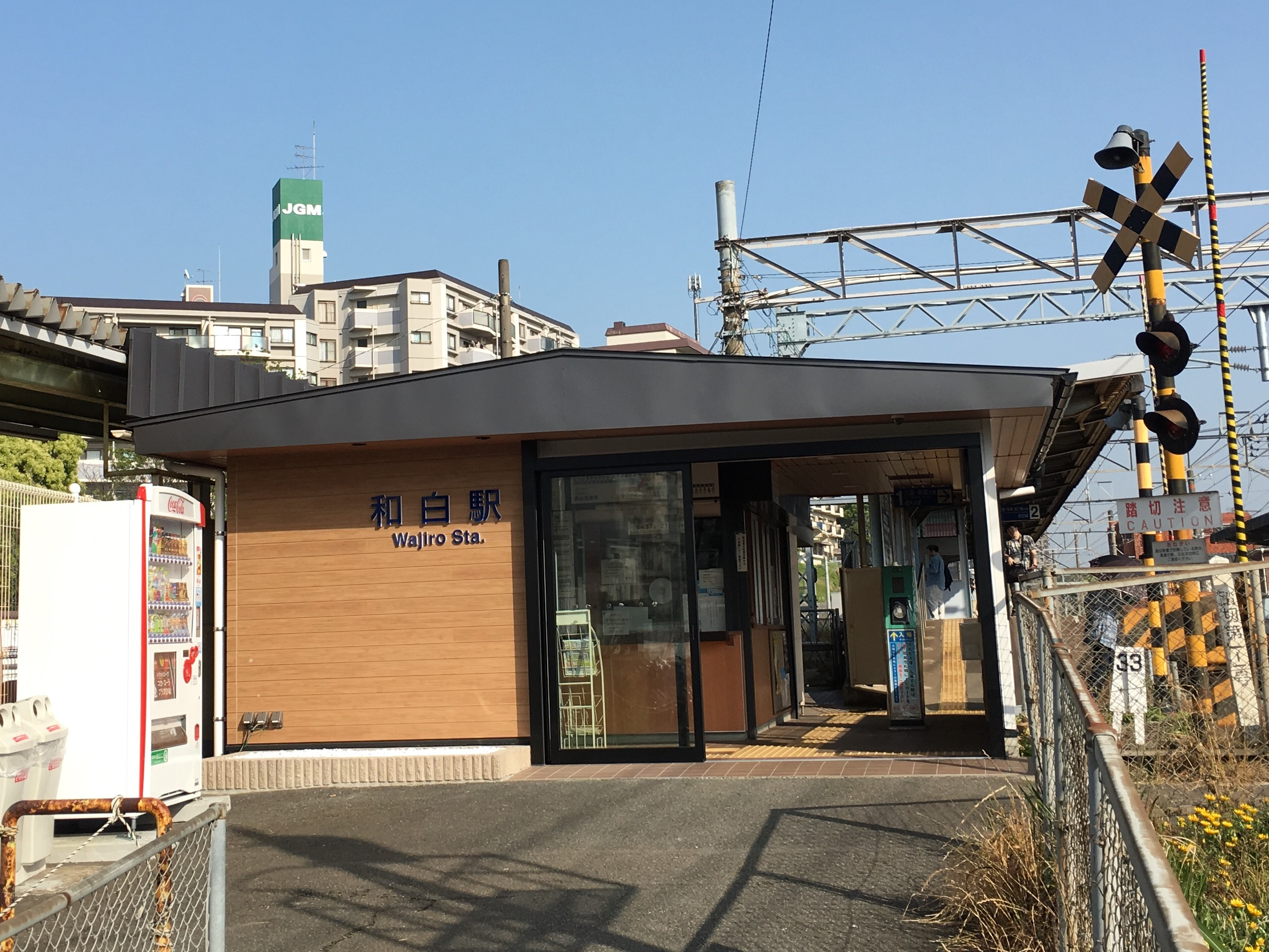
西鉄駅舎（2017年5月）
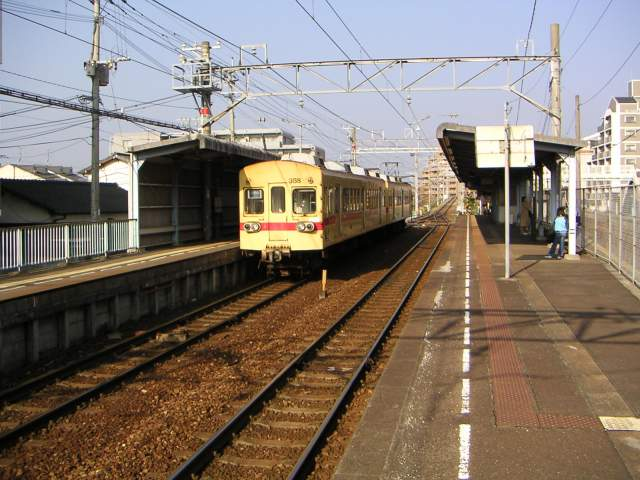
西鉄ホーム（2004年12月）

## 利用状況
- JR九州 - 2020年度の1日平均乗車人員（降車客含まず）は1,306人である[19]。

- 西日本鉄道 - 2024年度の1日平均乗降人員は2,428人である。各年度の1日平均乗車および乗降人員は下表のとおり[20][21]。

| 年度   | JR九州           | 西日本鉄道       | 西日本鉄道       |
| 年度   | 1日平均 乗車人員 | 1日平均 乗車人員 | 1日平均 乗降人員 |
| ------ | ---------------- | ---------------- | ---------------- |
| 1996年 | 非 公 表         | 1,781            | 3,395            |
| 1997年 | 非 公 表         | 1,679            | 3,181            |
| 1998年 | 非 公 表         | 1,584            | 2,973            |
| 1999年 | 非 公 表         | 1,432            | 2,833            |
| 2000年 | 非 公 表         | 1,340            | 2,677            |
| 2001年 | 非 公 表         | 1,263            | 2,526            |
| 2002年 | 非 公 表         | 1,249            | 2,507            |
| 2003年 | 非 公 表         | 1,148            | 2,290            |
| 2004年 | 非 公 表         | 1,052            | 2,104            |
| 2005年 | 非 公 表         | 1,033            | 2,066            |
| 2006年 | 非 公 表         | 1,030            | 2,058            |
| 2007年 | 非 公 表         | 967              | 1,931            |
| 2008年 | 非 公 表         | 1,014            | 2,029            |
| 2009年 | 非 公 表         | 1,000            | 2,001            |
| 2010年 | 非 公 表         | 956              | 1,915            |
| 2011年 | 非 公 表         | 951              | 1,905            |
| 2012年 | 非 公 表         | 929              | 1,858            |
| 2013年 | 非 公 表         | 953              | 1,908            |
| 2014年 | 非 公 表         | 975              | 1,948            |
| 2015年 | 非 公 表         | 995              | 1,992            |
| 2016年 | 1,575            | 1,044            | 2,094            |
| 2017年 | 1,667            | 1,079            | 2,163            |
| 2018年 | 1,630            | 1,110            | 2,218            |
| 2019年 | 1,637            | 1,134            | 2,270            |
| 2020年 | 1,306            |                  | 1,754            |
| 2021年 |                  |                  | 1,862            |
| 2022年 |                  |                  | 2,114            |
| 2023年 |                  |                  | 2,239            |
| 2024年 |                  |                  | 2,428            |

## 駅周辺
海側は駅前にはマンションが建ち並んでいるものの、やや歩いていけば田も残る。山側は、駅前に商店街があり、マンションも目立つ。
- 和白干潟[25]
- 上和白郵便局
- 和白郵便局
- 福岡市東部農業協同組合和白支店・農産物直売所「愛菜市場」
- ホテルAZ福岡和白店・アメイズ福岡事務所
- TSUTAYA 和白店
- DAISO 和白店
- 福岡市立和白丘中学校
- 立花高等学校
- RKB・KBC和白ラジオ放送所
- 令和健康科学大学

## 隣の駅
九州旅客鉄道（JR九州）
 香椎線
奈多駅（JD04） - 和白駅（JD05） - 香椎駅（JD06）
西日本鉄道
■貝塚線
唐の原駅（NK07） - 和白駅（NK08）- 三苫駅（NK09）